# Рау, Жан
Жан Рау́ (фр. Jean Raoux; 12 июня 1677, Монпелье — 10 февраля 1734, Париж) — французский живописец, академик Королевской академии живописи и скульптуры (c 1717; ассоциативный член с 1715); представитель раннего рококо, мастер жанра мифологического портрета.

## Биография
Учился живописи в Монпелье у Антуана Рана и в мастерской Булоня Старшего в Париже.
Получил Римскую премию (1704), после чего с 1705 по 1714 жил в Италии (Рим, Падуя, Венеция). Пользовался покровительством Филиппа де Вандом, сына Людовика де Вандом. Сложился в либертинской атмосфере эпохи Регентства. Был высоко ценим Вольтером, который рекомендовал его картины сначала герцогу-регенту Филиппу II Орлеанскому, а позднее и императрице Екатерине II. В 1720 году работал в Англии.

## Творчество
Писал жанровые, исторические и мифологические картины, известен ряд его портретов. Полотна Рау находятся в музеях Европы, США, Австралии. Многие из них перенесены на гравюры.

Некоторые работы
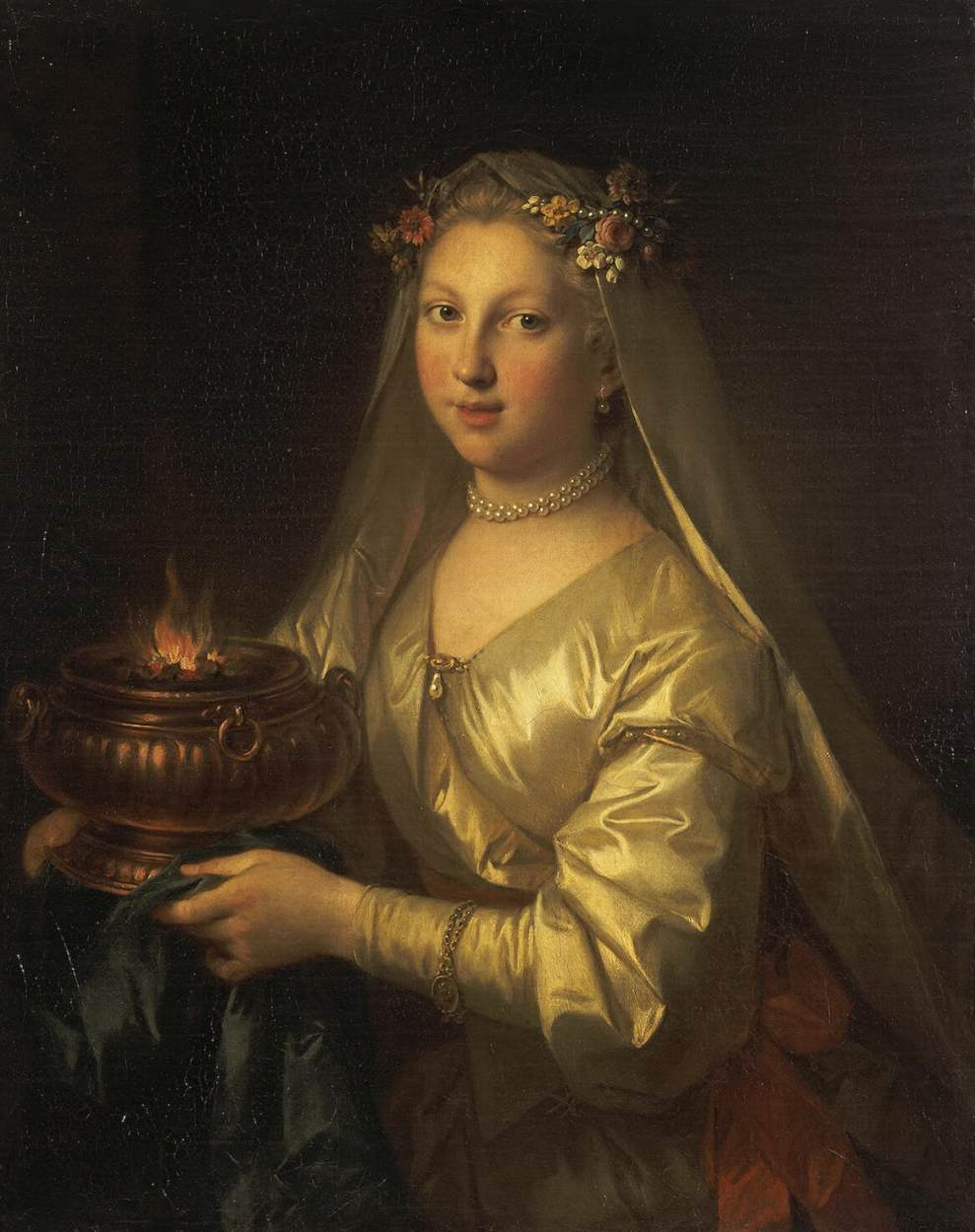
Весталка, Эрмитаж
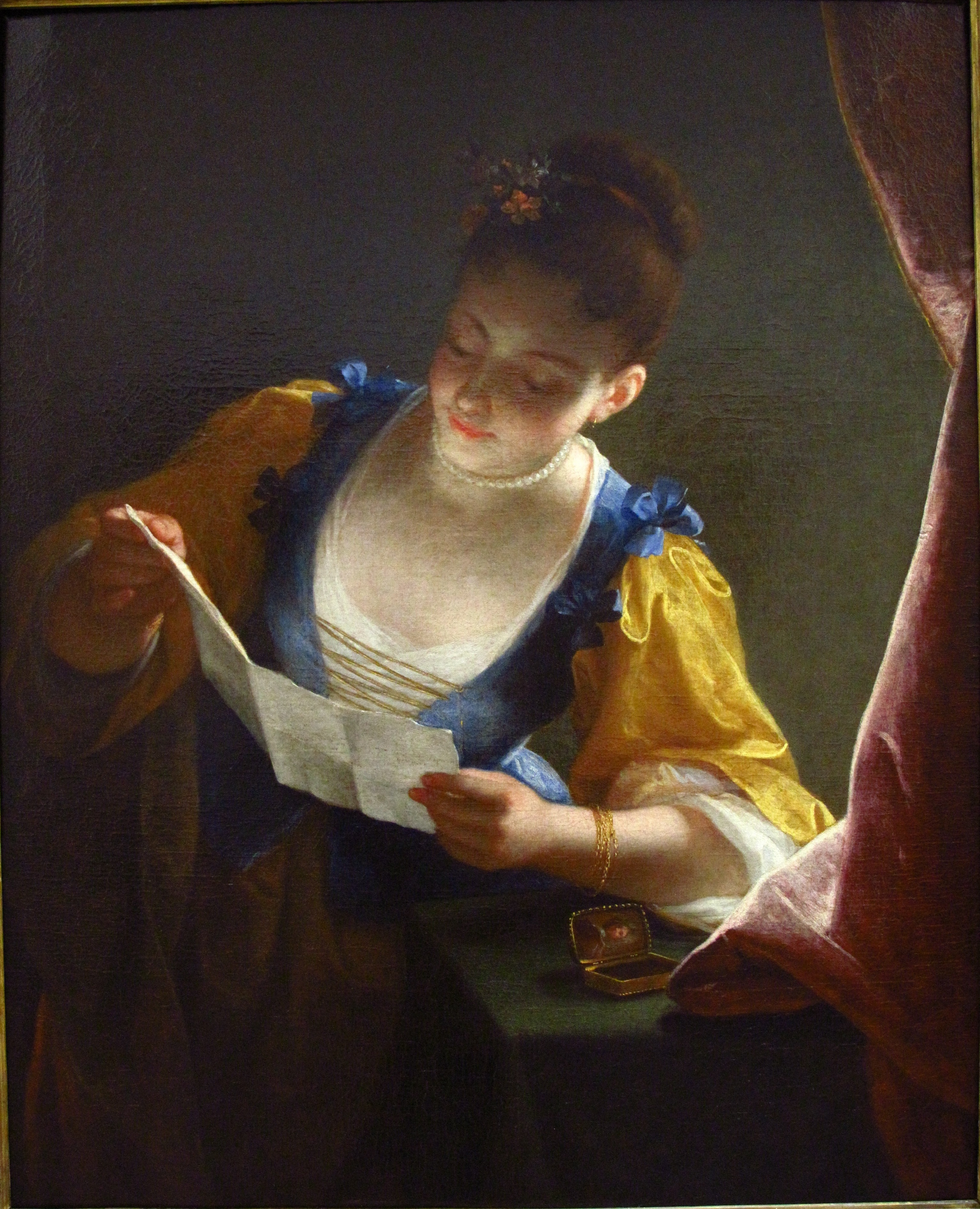
Девушка, читающая письмо, Лувр